# علي الغبان
علي بن إبراهيم الغبان عالم آثار ومستشار سعودي؛ كان يشغل منصب نائب رئيس الهيئة العامة للسياحة والآثار، والمشرف على برنامج العناية بالتراث الحضاري.

## محطاته العلمية
- دكتوراه آثار وحضارة إسلامية، جامعة بروفانس في باريس، فرنسا، 1408 هـ / 1988م.
- ماجستير آثار وحضارة إسلامية، جامعة بروفانس في باريس، فرنسا، 1402 هـ / 1982م.
- بكالوريوس حضارة ونظم إسلامية، جامعة الملك عبد العزيز، السعودية 1400 هـ / 1979م.

## عمله الحكومي
- عضو لجنة الثقافة والإعلام والسياحة والآثار بمجلس الشورى منذ 3/3/ 1442 هـ.[2]

### خبراته السابقة
- نائب الرئيس للآثار والمتاحف المشرف العام على برنامج خادم الحرمين الشريفين للعناية بالتراث الحضاري، الهيئة العامة للسياحة (سابقاً).
- نائب رئيس الهيئة للآثار والمتاحف، الهيئة العامة للسياحة والآثار (سابقاً).
- أستاذ مساعد، قسم الآثار، جامعة الملك سعود.
- أستاذ الآثار بقسم الآثار، جامعة الملك سعود.
- مستشار الأمين العام للثقافة والتراث والمشرف على برنامج الثقافة والتراث، الهيئة العامة للسياحة (سابقاً).

### عضويات بارزة
- عضو مؤسس الجمعية السعودية للمحافظة على التراث.
- عضو مؤسس الجمعية السعودية للدراسات الأثرية.
- عضو مؤسس الآيكوم السعودي.
- عضو مؤسس جمعية الآثاريين، دول مجلس التعاون الخليجي.
- عضو المجلس العالمي للمتاحف.

## جوائز وأوسمة
- وسام الملك خالد من الدرجة الثالثة (2020)